# Orthotrichia dapola
Orthotrichia dapola är en nattsländeart som beskrevs av Guenda 1996. Orthotrichia dapola ingår i släktet Orthotrichia och familjen smånattsländor. Inga underarter finns listade i Catalogue of Life.